# Cal Coix (Vallcebre)
Cal Coix és una masia del municipi de Vallcebre. Està situada a prop de Sant Julià de Fréixens, a una alçada de 885,8 msnm. Forma part de l'Inventari del Patrimoni Arquitectònic de Catalunya.

## Descripció
Masia de planta baixa, dos pisos i golfes, amb coberta a dues vessants i el carener perpendicular a la façana de ponent. La porta d'accés és al bell mig de la façana i té un arc de mig punt rebaixat; a banda i banda de la porta i als dos pisos superiors s'hi obren finestres petites i quadrades. L'aparell és maçoneria senzilla, sense arrebossar. A banda i banda de la masia hi ha les pallisses, corrals i altres dependències agropecuàries que conserven les estructures originals del segle xviii.	